# Соспири, Винченцо
Винче́нцо Соспи́ри (итал. Vincenzo Sospiri; род. 7 октября 1966, Форли, Эмилия-Романья) — итальянский автогонщик, участник чемпионата мира по автогонкам в классе Формула-1.

## Биография
В 1981 году начал заниматься картингом. В 1987 году завоевал титул чемпиона мира по картингу, на следующий год стал победителем фестиваля Формулы-Форд в Брэндс-Хэтче. В 1991 году начал выступать в Формуле-3000, выступления в которой он закончил в 1995 году, завоевав титул чемпиона. В 1997 году должен был провести полный сезон в новой команде Формулы-1 «Лола», но после первого же этапа сезона в Австралии, где Соспири не прошёл квалификацию, уступив обладателю поула более 11 секунд, команда приняла решение отказаться от участия в чемпионате мира. Вместо Формулы-1 Соспири в 1997 году участвовал в чемпионате IRL, где на одном из этапов ему удалось финишировать вторым, и в Формуле-Ниппон.
В 1998 году Соспири совмещал участие в чемпионате ISRS на автомобиле «Феррари 333SP» с гонками в IRL. На следующий год выиграл чемпионат ISRS, в дальнейшем стартовал в гонках спортивных автомобилей. С 2001 года является менеджером команды «Евронова», выступающей в Евросерии Формулы 3000 (ныне Auto GP).

## Результаты выступлений в Формуле-1
| Легенда к таблице |                                                                    |
| --- | ------------------------------------------------------------------ |
| В таблице перечислены результаты всех Гран-при Формулы-1, в которых принимал участие гонщик. Строками таблицы являются сезоны, столбцами — этапы чемпионата мира. В каждой клетке указаны сокращённое название этапа и результат, дополнительно обозначенный цветом. Расшифровка обозначений и цветов представлена в нижеследующей таблице. |                                                                    |
| \| Пример \| Описание \| \| ------------ \| ------------------------------------------------------------------ \| \| 1 \| Победитель \| \| 2 \| Второе место \| \| 3 \| Третье место \| \| 5 \| Финишировал, заработав очки \| \| Сход \| Не финишировал, но при этом заработал очки \| \| 12 \| Финишировал, не получив очков \| \| НКЛ \| Финишировал, но не попал в финальную классификацию \| \| 15 \| Участвовал вне зачёта, либо по отдельной классификации \| \| 18 \| Не финишировал, но попал в финальную классификацию \| \| Сход \| Не финишировал \| \| НКВ \| Не прошёл квалификацию \| \| НПКВ \| Не прошёл предквалификацию \| \| ДСК \| Дисквалифицирован \| \| ИСК \| Исключён из протокола соревнований \| \| ТТ \| Заявлен для участия только в тренировках \| \| НС \| Участвовал в квалификации, но не стартовал в гонке \| \| Т \| Травмирован или болен \| \| ОТК \| Отказ от участия \| \| НТР \| Прибыл на соревнования, но на трассу не выезжал \| \| НПР \| Был заявлен в числе участников, но не прибыл к началу соревнований \| \| О \| Соревнования отменены \| \| \| Не участвовал \| \| Поул-позиция \| \| \| Быстрый круг \| \| |                                                                    |
| Пример | Описание                                                           |
| 1 | Победитель                                                         |
| 2 | Второе место                                                       |
| 3 | Третье место                                                       |
| 5 | Финишировал, заработав очки                                        |
| Сход | Не финишировал, но при этом заработал очки                         |
| 12 | Финишировал, не получив очков                                      |
| НКЛ | Финишировал, но не попал в финальную классификацию                 |
| 15 | Участвовал вне зачёта, либо по отдельной классификации             |
| 18 | Не финишировал, но попал в финальную классификацию                 |
| Сход | Не финишировал                                                     |
| НКВ | Не прошёл квалификацию                                             |
| НПКВ | Не прошёл предквалификацию                                         |
| ДСК | Дисквалифицирован                                                  |
| ИСК | Исключён из протокола соревнований                                 |
| ТТ | Заявлен для участия только в тренировках                           |
| НС | Участвовал в квалификации, но не стартовал в гонке                 |
| Т | Травмирован или болен                                              |
| ОТК | Отказ от участия                                                   |
| НТР | Прибыл на соревнования, но на трассу не выезжал                    |
| НПР | Был заявлен в числе участников, но не прибыл к началу соревнований |
| О | Соревнования отменены                                              |
| | Не участвовал                                                      |
| Поул-позиция |                                                                    |
| Быстрый круг |                                                                    |

| Год  | Команда         | Шасси       | Двигатель | 1       | 2   | 3   | 4   | 5   | 6   | 7   | 8   | 9   | 10  | 11  | 12  | 13  | 14  | 15  | 16  | 17  | Место | Очки |
| ---- | --------------- | ----------- | --------- | ------- | --- | --- | --- | --- | --- | --- | --- | --- | --- | --- | --- | --- | --- | --- | --- | --- | ----- | ---- |
| 1997 | MasterCard Lola | Lola T97/30 | Ford      | АВС НКВ | БРА | АРГ | САН | МОН | ИСП | КАН | ФРА | ВЕЛ | ГЕР | ВЕН | БЕЛ | ИТА | АВТ | ЛЮК | ЯПО | ЕВР | -     | 0    |